# 基隆山
基隆山是位於臺灣東北部的一座山岳，行政區劃屬於新北市瑞芳區，標高588公尺。由於山勢高聳獨立，又加上位置緊鄰東海，基隆山在早期成為航海的重要指標，也是九份的地標之一。基隆山形貌多變，從海上正看山形似雞籠，故舊時稱為「雞籠山」，而側看又似一位橫臥的孕婦，故又有「大肚美人山」之美名，從瑞金公路看又似富士山，故又有「基隆富士山」之別稱。由於臺語流行歌曲《基隆山之戀》的知名，使得基隆山聞名全臺。

## 地質
基隆山於基隆火山群之最西北端，呈東西約1.9公里，南北約1.6公里，其最高點稍偏東南高度587公尺，北端伸入海中。地質為含普通輝石黑雲母角閃石英安山岩或含普通輝石石英黑雲母角閃安山岩。基隆山為一座錐形死火山，屬於基隆火山群，為一座侵入式火山地形之山岳。岩層堅硬，經終年海風及東北季風吹拂，因此山下樹木稀疏，芒草叢生。
日治時期時，台灣總督府以通過基隆山頂之正南北稜線為界，劃分出金瓜石與九份地區的礦權，而後發展出金九兩地不同的礦區風貌。基隆山也是九份、金瓜石兩聚落的分界山。

## 自然環境
植物
- 日本景天（石板菜）
- 漆姑草
- 日本百金花（百金）

## 登山資訊

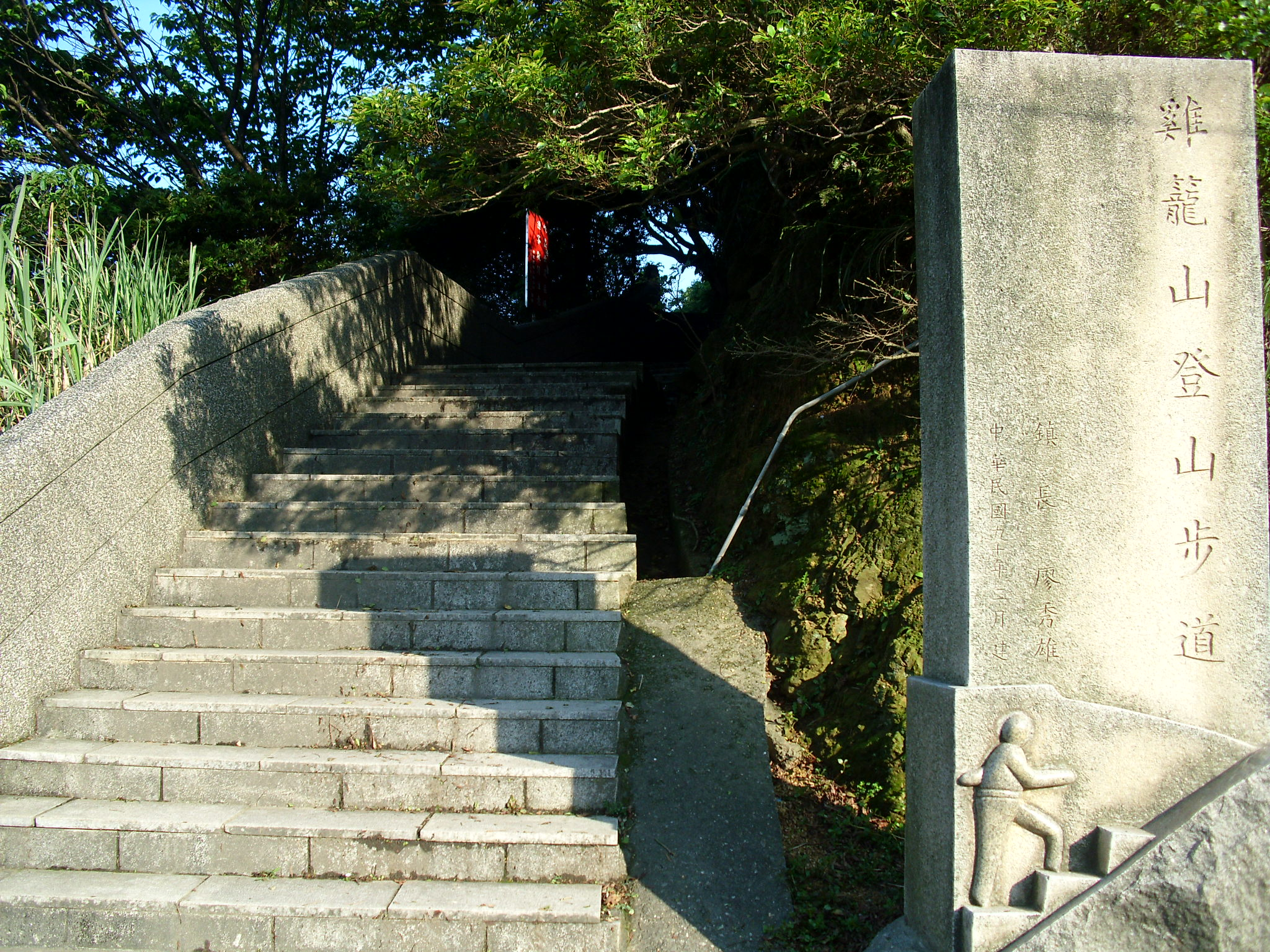
雞籠山登山步道

登山口位於九份的舊鐵道與隔頂站之間：搭車過九份基山街老街入口，繼續往金瓜石的方向走兩百公尺，到達隔頂，左側路邊即有「雞籠山登山步道」石碑。從登山口到山頂路途中有三座涼亭可供休憩，山頂有天線基地台和觀景平台觀濤坪，可眺望八斗子、瑞濱的鋸齒狀海景及山下的九份、金瓜石聚落。路程約莫30至40分鐘。清晨拂曉可見漁船在海面一片金色波光粼粼下緩緩回港。

### 望基隆山

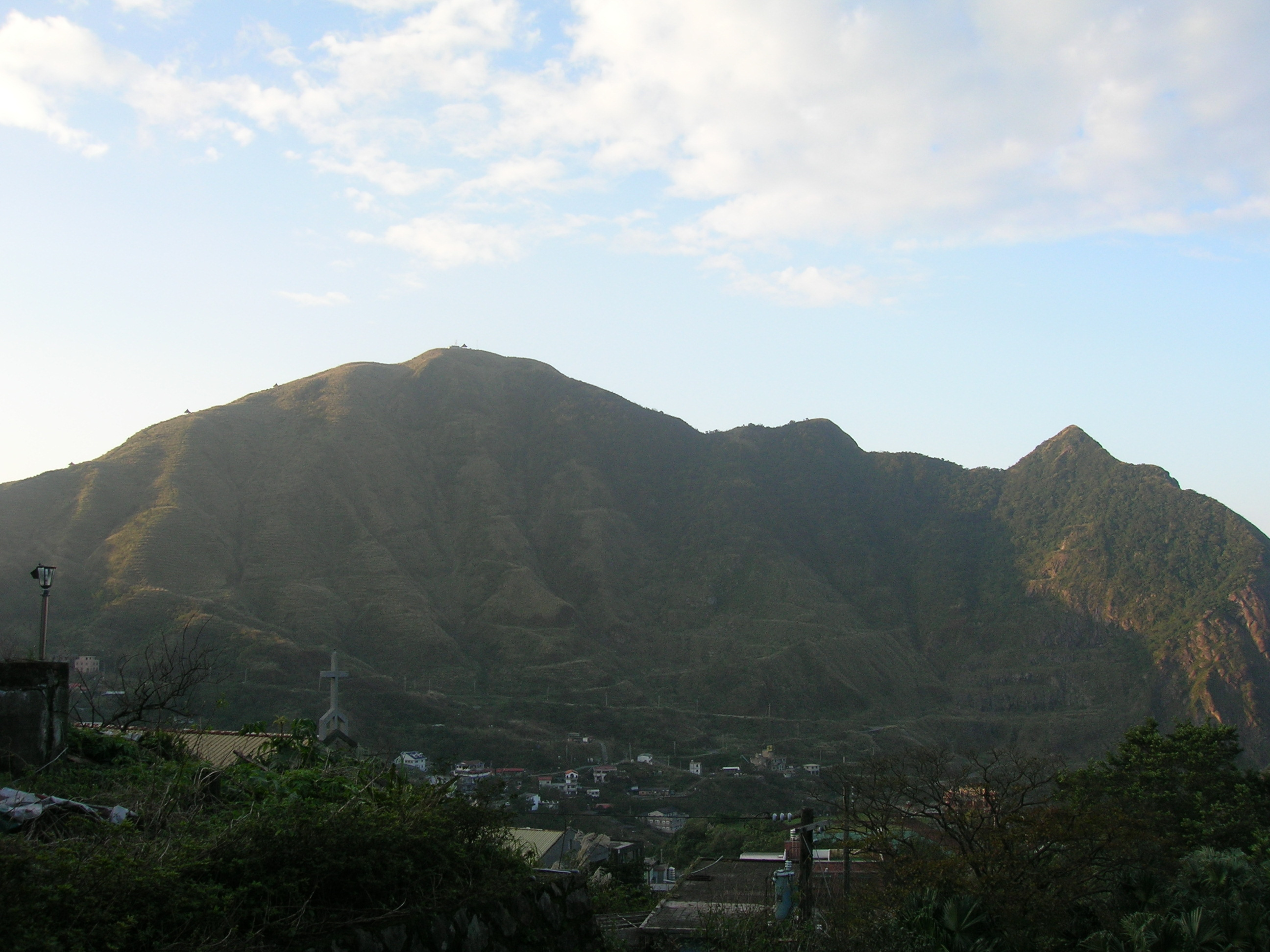
基隆山稜線
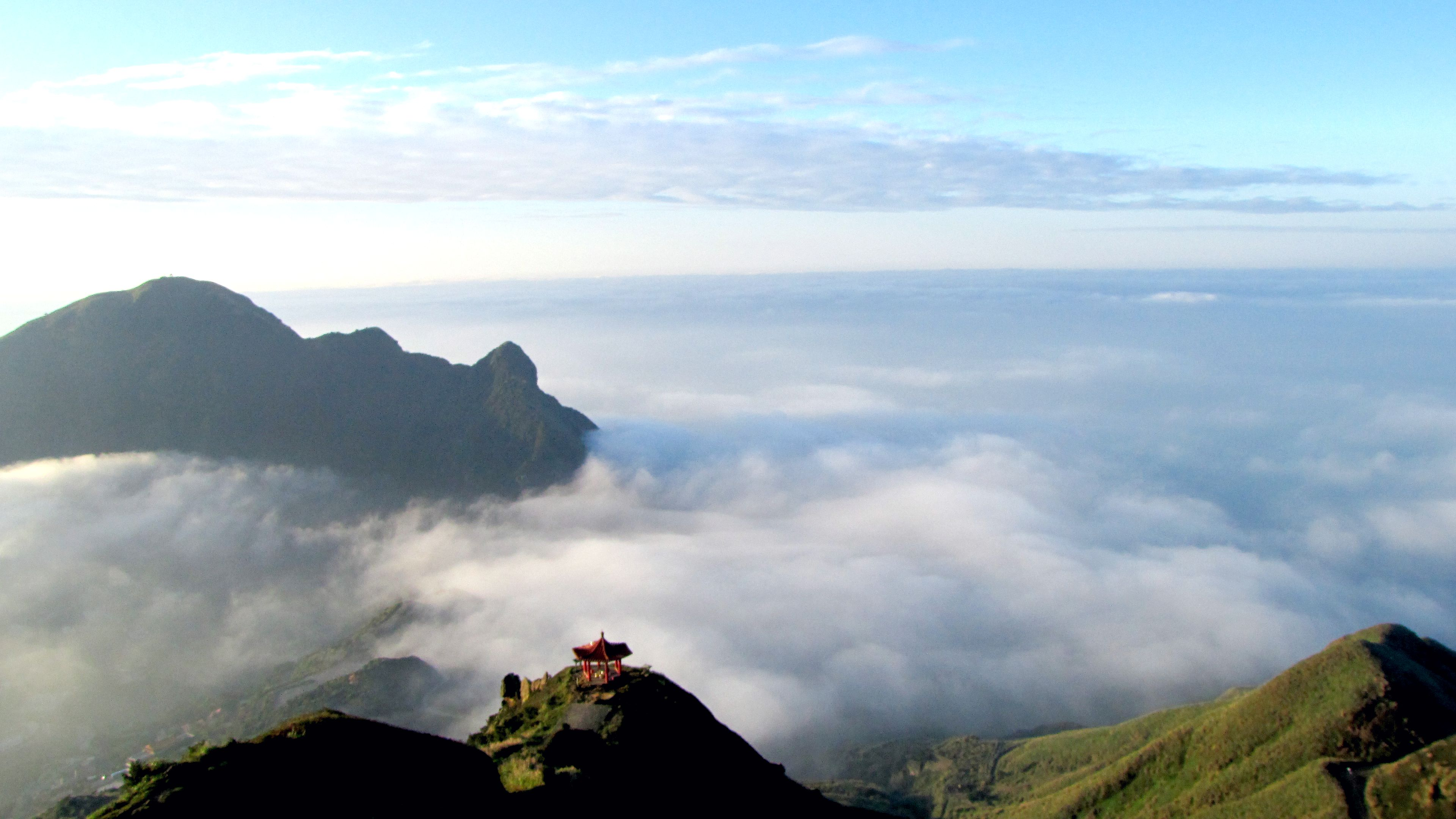
基隆山雲海
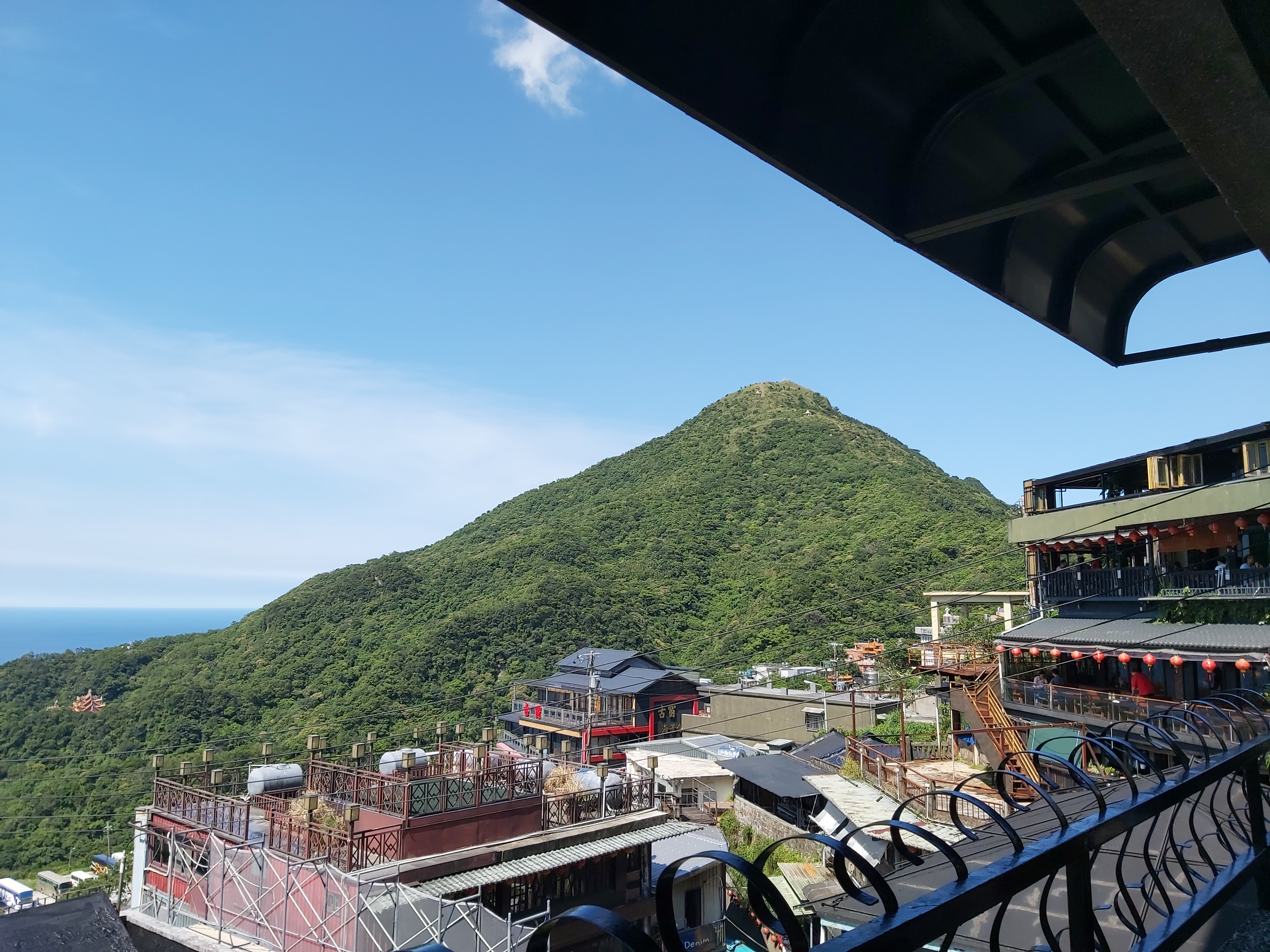
從九份老街眺望基隆山
從深澳岬角望基隆山

### 在基隆山

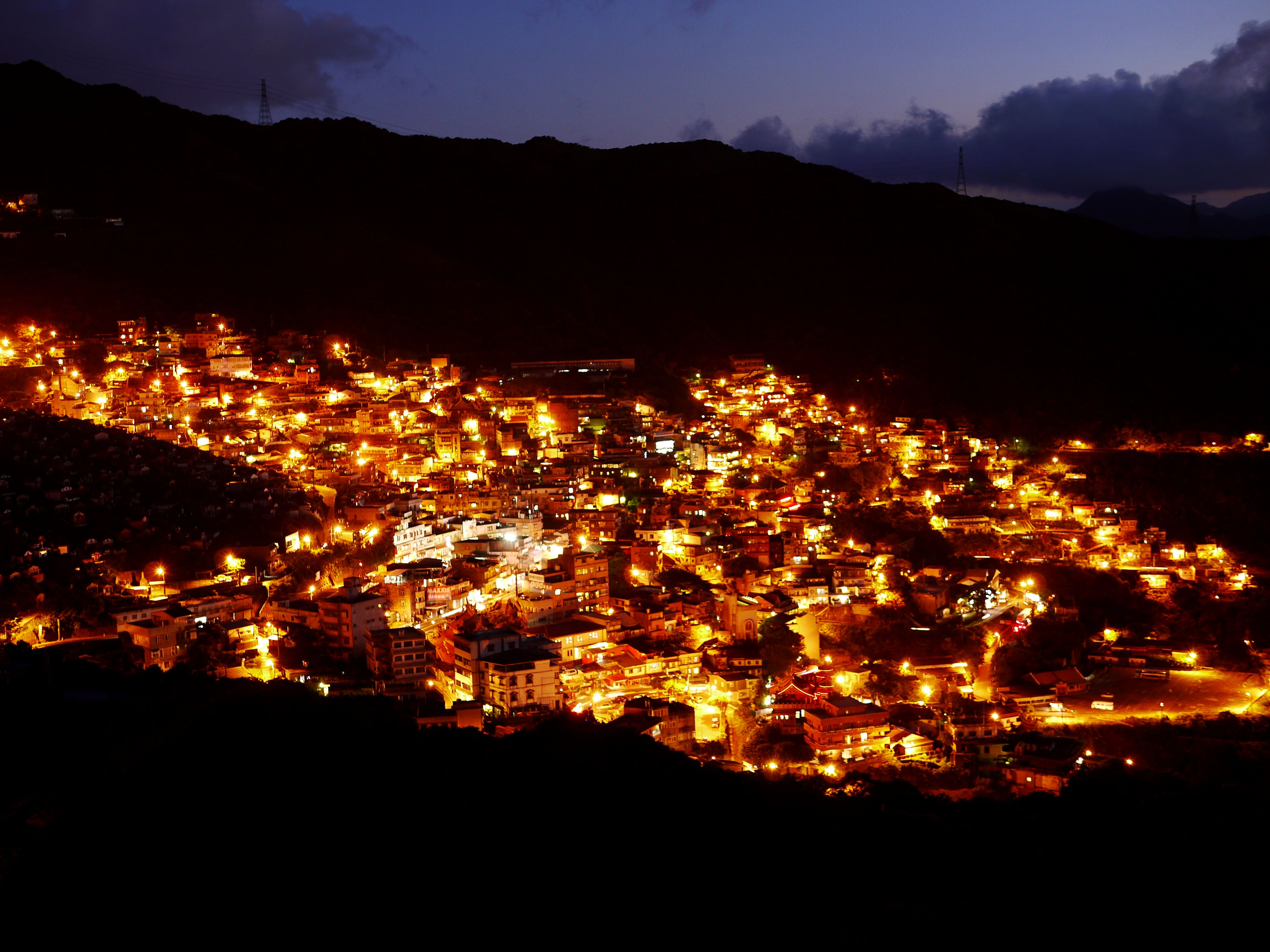
遠眺九份夜景
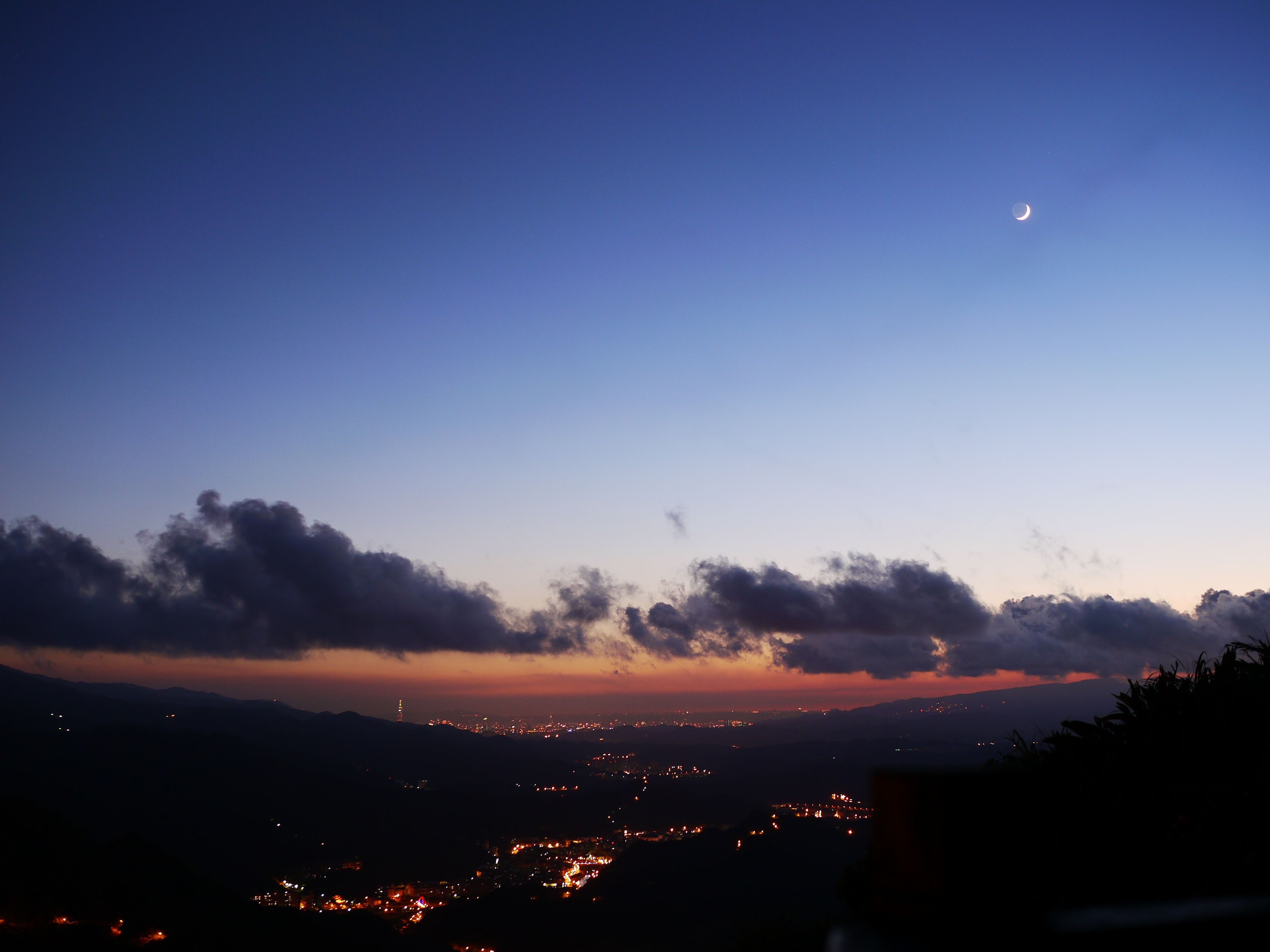
遠眺台北101
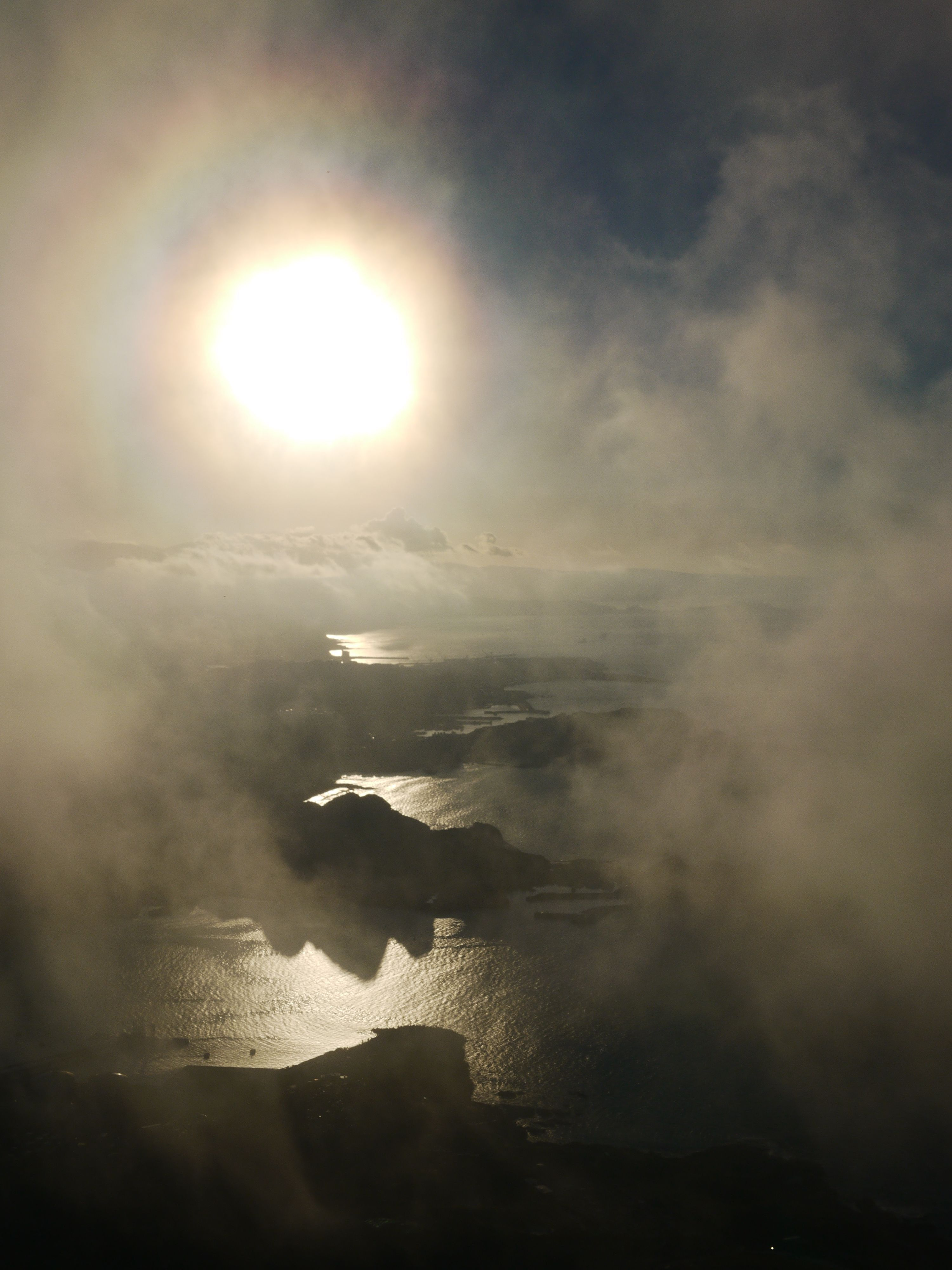
遠眺蕃子澳
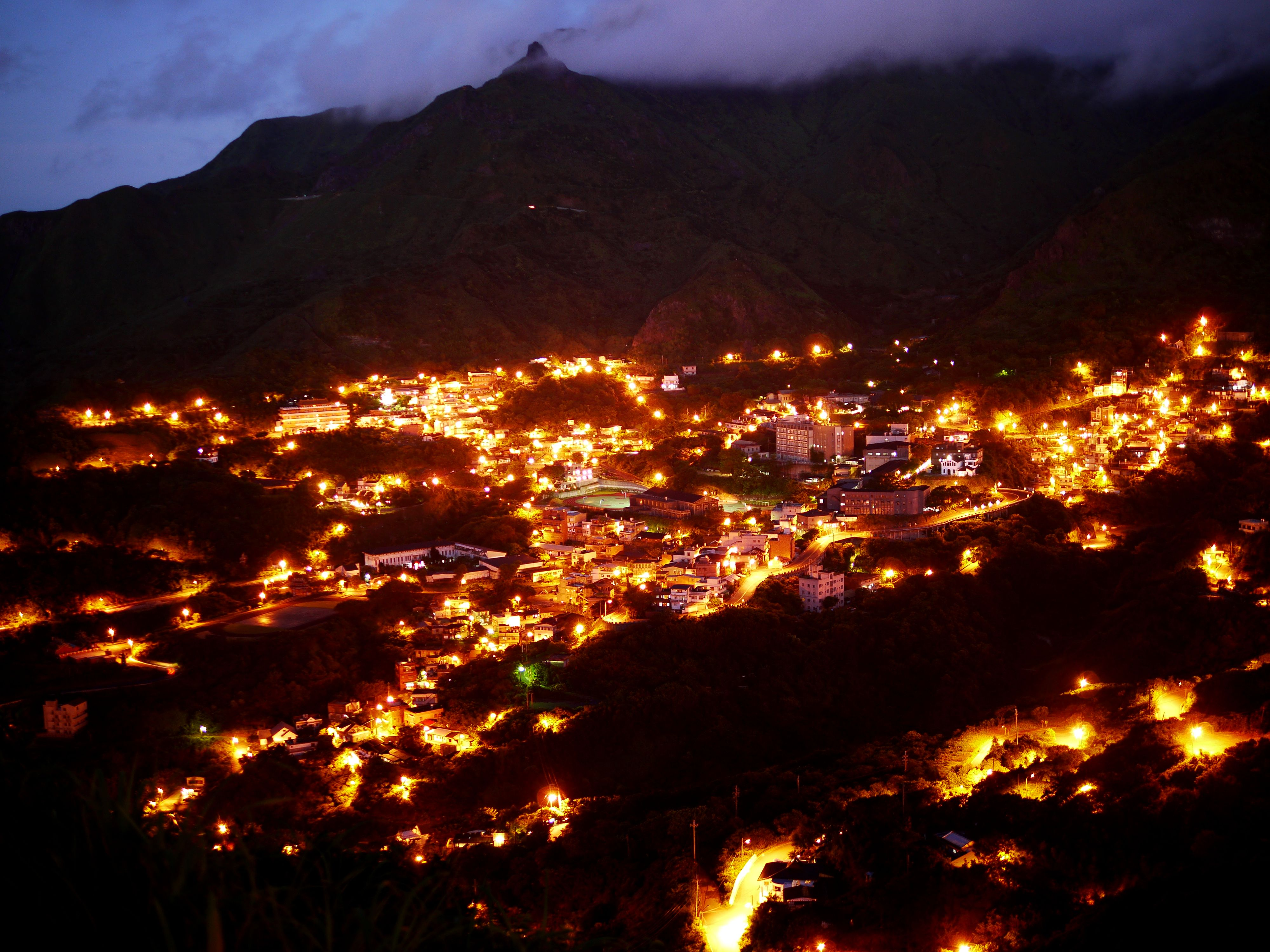
遠眺金瓜石夜景
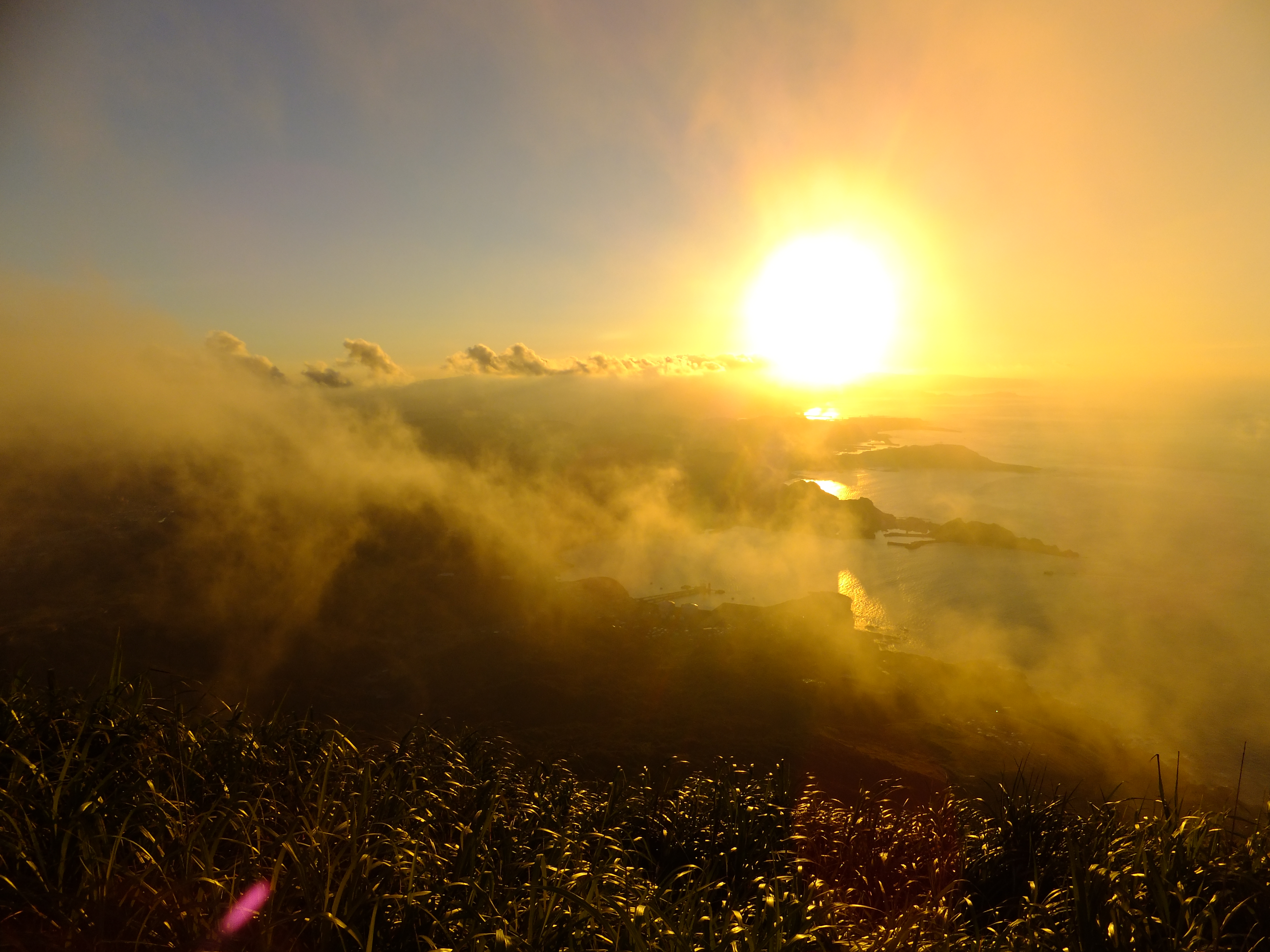
看落日
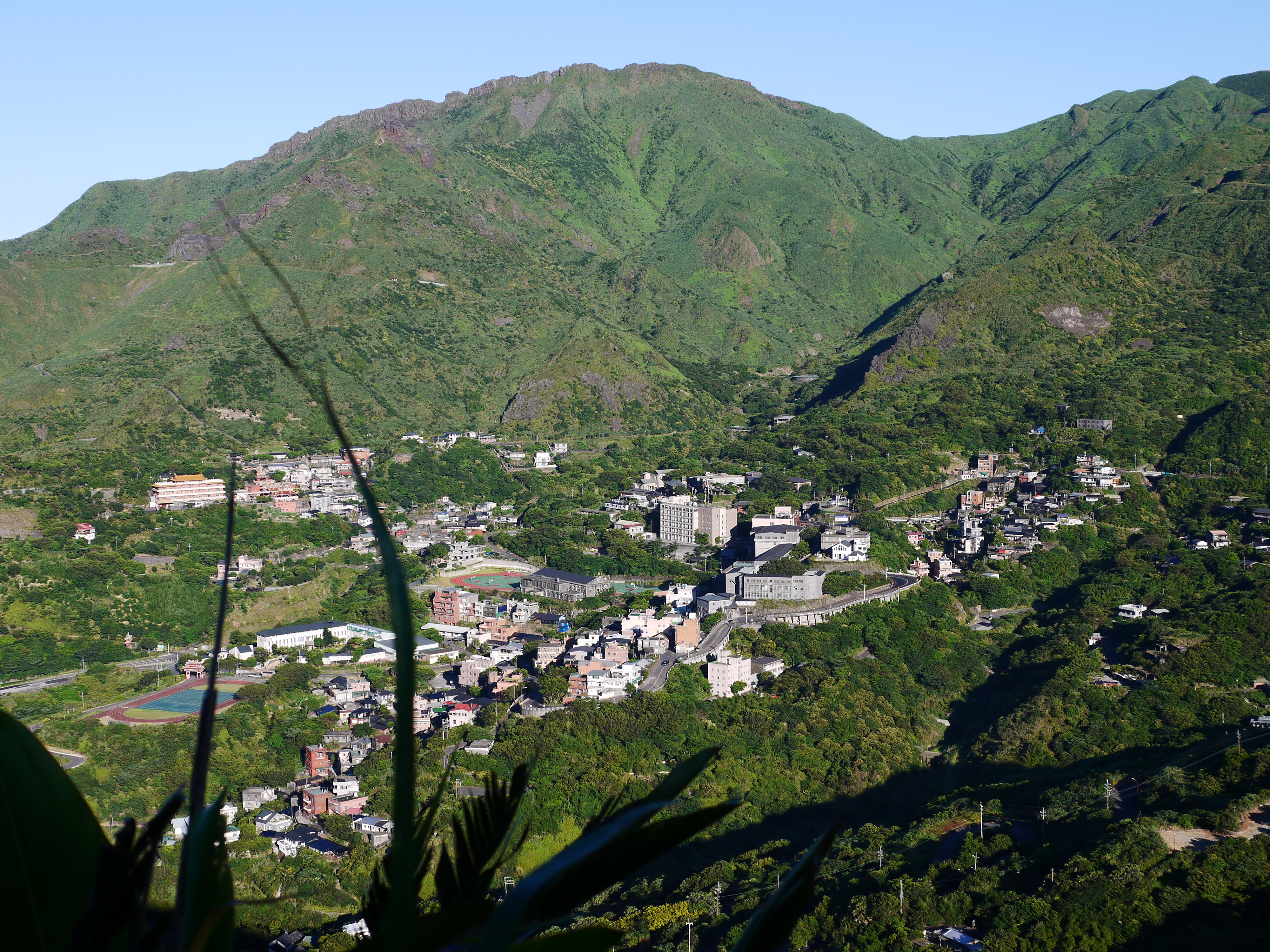
遠眺金瓜石山城